# Prorhinia pingasoides
Prorhinia pingasoides là một loài bướm đêm trong họ Geometridae.